# Stobart Air
Stobart Air (ehemals Aer Arann) war eine irische Regionalfluggesellschaft mit Sitz in Dublin und Basis auf dem Flughafen Dublin. Sie operierte hauptsächlich unter der Marke Aer Lingus Regional für Aer Lingus sowie im Rahmen eines Franchise-Abkommens für flybe.

## Geschichte

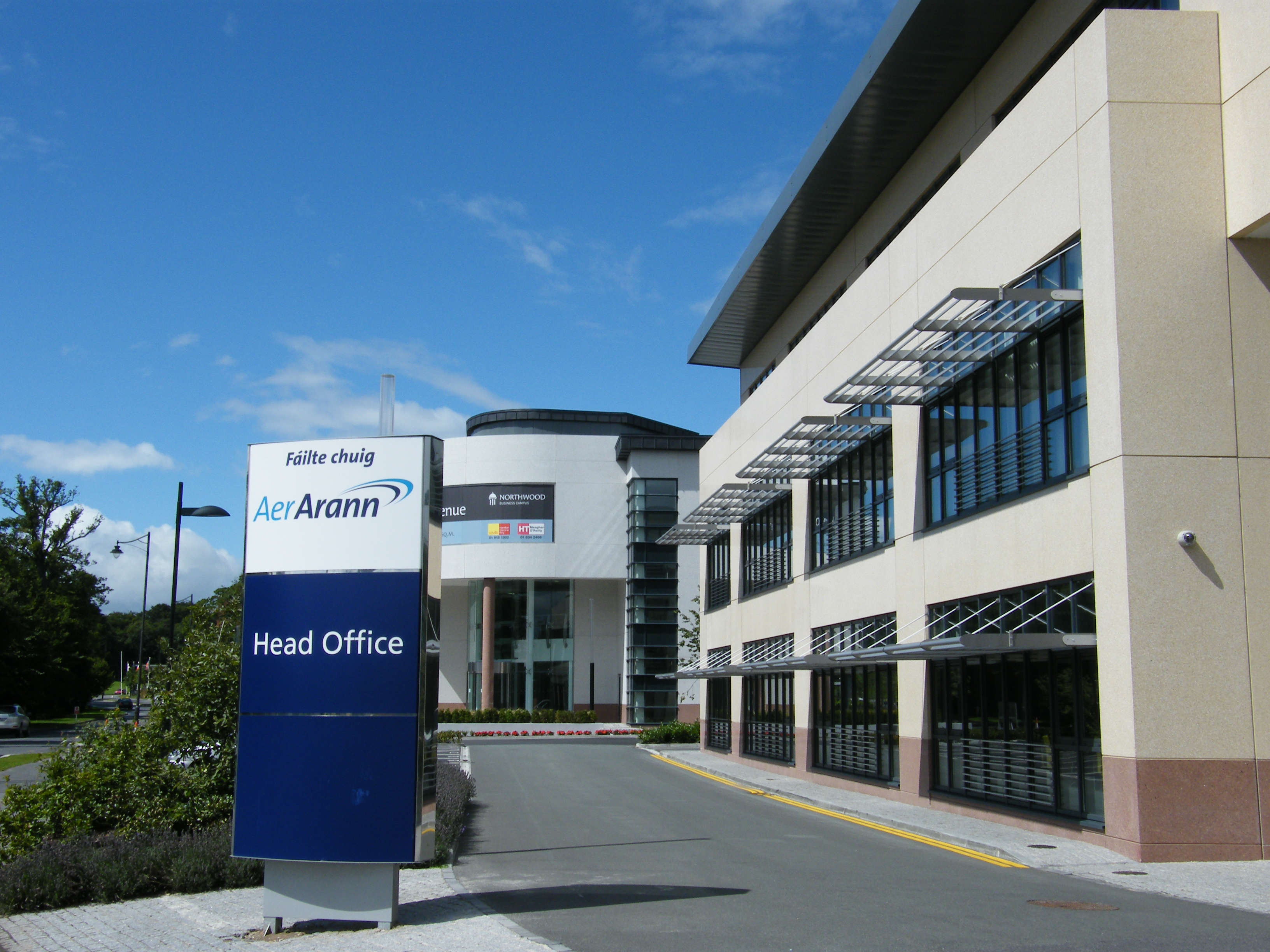
Sitz der Aer Arann in Dublin

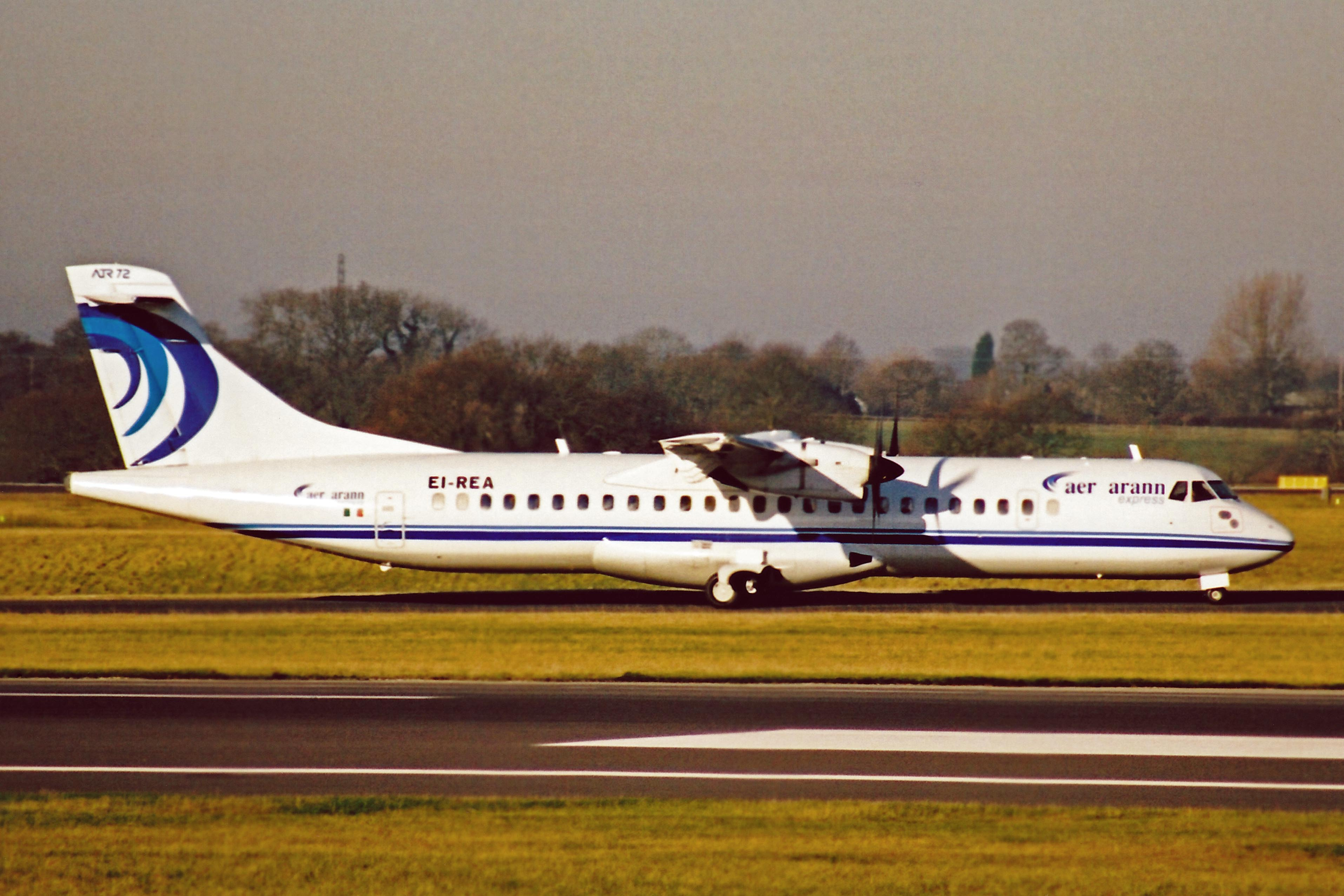
ATR 72-200 der Aer Arann Express im Jahr 2003

Stobart Air wurde 1970 als Aer Arann gegründet und begann mit dem Angebot von Flügen zwischen Galway und den drei Aran-Inseln. Im Jahr 1994 kaufte Padraig O’Ceidigh die Fluggesellschaft und begann damit, die Anzahl der Zielflughäfen und die Flotte auszubauen. Dabei übernahm die Gesellschaft unter dem Namen Aer Arann Express mit größeren Flugzeugtypen Regionalflüge, auch außerhalb Irlands im Namen von Aer Lingus und flybe.
Die Fluggesellschaft hatte seit ihrer Gründung ihr Streckennetzwerk deutlich vergrößert, besonders seit 1998, als die Strecke zwischen dem Flughafen Donegal und Dublin eingerichtet wurde. Im selben Jahr begann Aer Arann mit Frachtflügen zwischen Dublin und Coventry sowie Flügen nach Großbritannien. 
Im Jahr 2002 wurde die Ursprungsgesellschaft unter dem Namen Aer Arann Islands als Tochtergesellschaft für den Inselflugbetrieb abgespalten.
Der erste Passagierflug außerhalb Irlands startete im Jahr 2000, als eine tägliche Bedienung der Strecke von Dublin zur Isle of Man eingerichtet wurde. Im Jahr 2003 flogen 625.000 Passagiere mit Aer Arann. Im Juni 2004 startete der erste Flug nach Kontinentaleuropa mit der Eröffnung der Strecke zwischen Galway über Waterford nach Lorient in Frankreich. Im Oktober 2004 erhielt Aer Arann von der European Regions Airline Association eine Bronze-Medaille für bedeutende Leistungen. Im Jahr 2004 wurden über den Flughafen Cork 400.000 Passagiere transportiert, was einer Steigerung von 57 % gegenüber dem Vorjahr 2003 entsprach.
Im Januar 2010 schloss Aer Arann ein Abkommen mit Aer Lingus ab und bediente zwölf von deren regionalen Strecken unter der Marke Aer Lingus Regional.
Ende 2010 wurde die finanziell angeschlagene Aer Arann Express durch das britische Transportunternehmen Stobart Group übernommen. Seit 2011 trat sie auch unter dem Namen Aer Arann Regional auf.
Im März 2012 wurde bekannt, dass Aer Arann zukünftig als Aer Lingus Regional operieren werde und die Flüge und Vermarktung unter eigenem Namen einstelle.
Seit dem Jahr 2014 firmierte Aer Arann unter dem Namen Stobart Air. Die Umbenennung war der letzte Schritt des Umstrukturierungsprogramms und wurde Ende 2014 abgeschlossen. Ab Juni 2014 wurden zusätzlich zu den für Aer Lingus durchgeführten Flügen auch Flüge für die britische Gesellschaft flybe durchgeführt.
Im Januar 2019 bildeten Virgin Atlantic und Stobart Aviation mit Cygnus Capital das Konsortium Connect Airways, um Flybe zu übernehmen, Connect Airways übernahm auch Stobart Air. Die Stobart Group kaufte nach der Insolvenz von Connect Air und Flybe Stobart Air im April 2020 wieder zurück.
Im April 2021 wurde Stobart Air an die auf der Isle of Man ansässige Ettyl Ltd. verkauft.
Der Verkauf scheiterte und am 12. Juni 2021 wurde bekannt gegeben, dass die Fluggesellschaft ihren Betrieb eingestellt hat und liquidiert wird.

## Flugziele
Stobart Air führte Regional- und Zubringerflüge für Aer Lingus unter der Marke Aer Lingus Regional zwischen Zielen in Irland, dem Vereinigten Königreich und Frankreich durch. Zusätzlich wurden zwei Flugzeuge für flybe ab London-Southend und Isle of Man betrieben.

## Flotte

### Flotte bei Betriebseinstellung

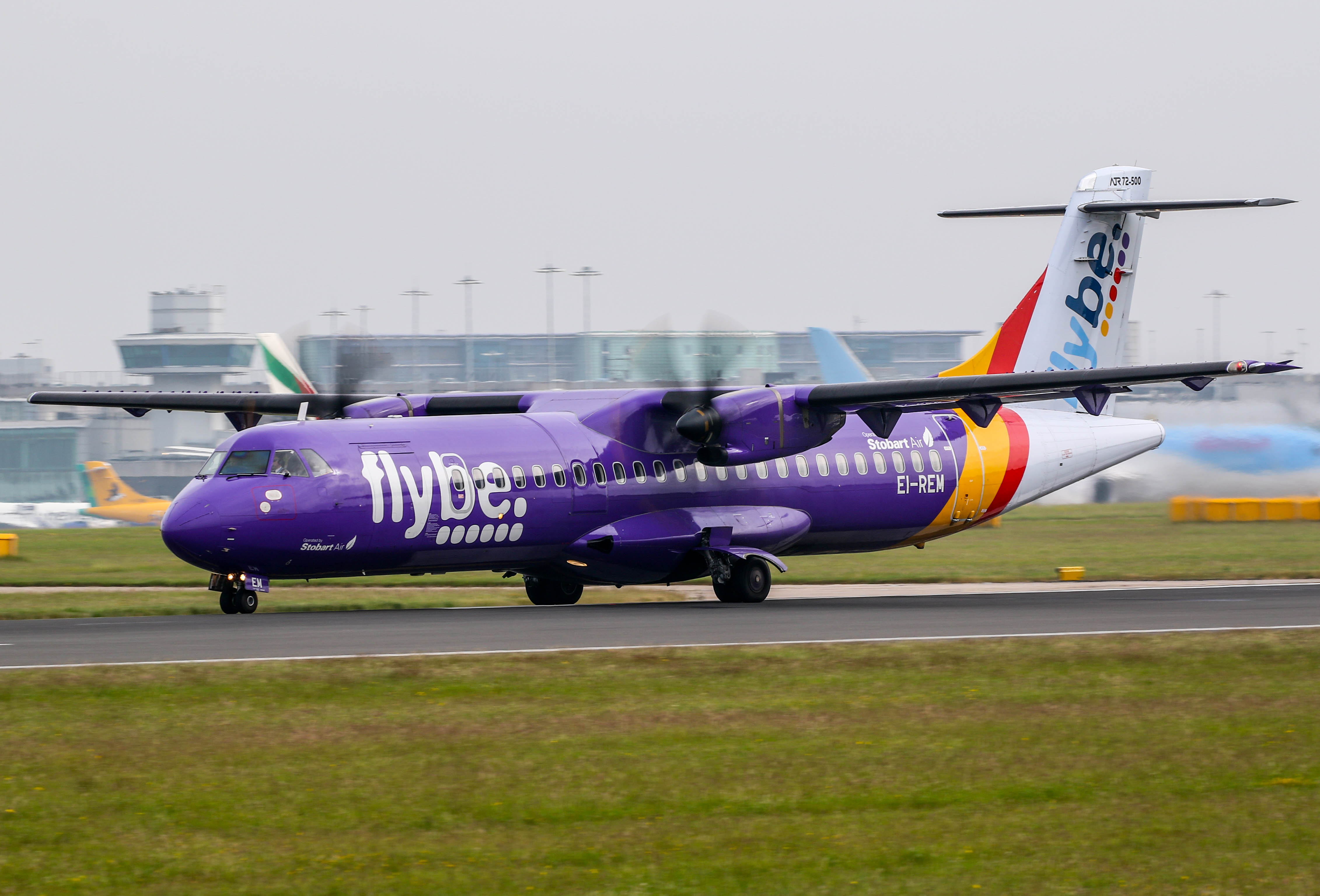
ATR 72-500 der Stobart Air

Mit Stand April 2021 bestand die Flotte der Stobart Air aus 13 Flugzeugen mit einem Durchschnittsalter von 6,5 Jahren:
| Flugzeugtyp | Anzahl | bestellt | Anmerkungen                            | Sitzplätze |
| ----------- | ------ | -------- | -------------------------------------- | ---------- |
| ATR 42-600  | 01     |          | betrieben für Aer Lingus Regional      | k. A.      |
| ATR 72-600  | 12     |          | neun betrieben für Aer Lingus Regional | 70 72      |
| Gesamt      | 13     |          |                                        |            |

### Zuvor eingesetzte Flugzeuge
- Embraer 190

## Zwischenfälle
- Am 17. Oktober 1975 verunglückte eine Britten-Norman BN-2A-26 Islander der Aer Arann (Luftfahrzeugkennzeichen EI-BBA) bei der Landung auf dem Flugplatz Inishmore (Irland) und wurde zerstört. Alle 7 Insassen überlebten den Unfall.[18]

- Am 7. Juli 1980 kollidierte eine Britten-Norman BN-2A-26 Islander der Aer Arann (EI-BBR) auf dem Flughafen Galway (Irland) bei einem Startabbruch mit einer Mauer. Das Flugzeug wurde irreparabel beschädigt. Alle 5 Insassen überlebten den Unfall.[19]

- Am 4. Februar 2001 ging eine Short 360-100 der Aer Arann (EI-BPD) bei der Landung auf dem (inzwischen geschlossenen) Flugplatz Sheffield (Vereinigtes Königreich) zu Bruch. Kurz vor dem Aufsetzen wurden die Verstellpropeller versehentlich in die Boden-Stellung umgestellt. Dies führte zu einem steilen Sinkflug mit mehrfachem Aufschlag auf der Landebahn, die schließlich nach links ins Gras verlassen wurde. Dabei wurde das Flugzeug irreparabel beschädigt. Alle 28 Insassen, drei Besatzungsmitglieder und 25 Passagiere, überlebten den Unfall.[20]

- Am 17. Juli 2011 wurde eine ATR 72-212 der Aer Arann (EI-SLM) beim zweiten Landeversuch auf dem Flughafen Shannon (Irland) irreparabel beschädigt. Die Maschine schlug in starken Turbulenzen mit dem Bugfahrwerk zuerst heftig auf der Landebahn auf, woraufhin dieses zusammenbrach und der Rumpfbug ebenfalls aufschlug. Alle 25 Insassen, vier Besatzungsmitglieder und 21 Passagiere, überlebten den Unfall.[21]